# Chiffonnières de Clichy
Chiffonnières de Clichy – ou Deux Femmes sur la passerelle d'Asnières – est un tableau réalisé par le peintre français Émile Bernard en 1887. De format horizontal, cette huile sur toile est un paysage urbain rendu dans un style cloisonniste, avec au premier plan deux chiffonnières de profil dont seul le buste est visible. Elle représente la Seine et les installations industrielles le long du fleuve telles qu'aperçues depuis une passerelle entre Asnières-sur-Seine et Clichy, dans ce qui est devenu les Hauts-de-Seine. L'œuvre est conservée au musée des Beaux-Arts de Brest, à Brest, dans le Finistère.
La peinture est à rapprocher de Quai de Clichy sur la Seine, qui représente le même environnement sous la neige et qui fait partie des collections du musée départemental Maurice-Denis, à Saint-Germain-en-Laye, dans les Yvelines.

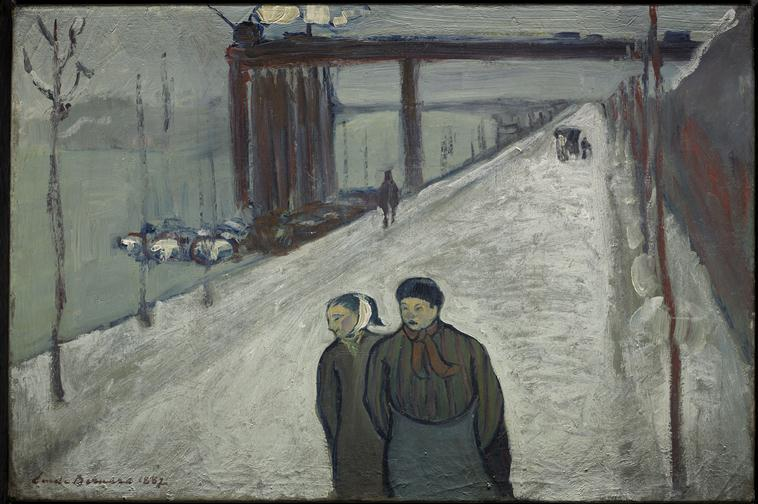
Quai de Clichy sur la Seine, 1887 – Musée départemental Maurice-Denis, Saint-Germain-en-Laye.